# Frans de Waal
Pour les articles homonymes, voir De Waal (homonymie) et Waal (homonymie).
Franciscus Bernardus Maria de Waal, plus connu sous le nom de Frans de Waal, né le 29 octobre 1948 à Bois-le-Duc (Pays-Bas) et mort le 14 mars 2024 à Atlanta (Géorgie, États-Unis), est un primatologue et éthologue néerlandais.
Il est professeur en éthologie des primates au département de psychologie de l'université Emory à Atlanta et directeur du Centre des chaînons vivants (Living Links Center) au Centre national Yerkes de recherche sur les primates (Yerkes National Primate Research Center) à Atlanta. Il a publié de nombreux livres de vulgarisation dont La Politique du chimpanzé, De la réconciliation chez les primates et Le Singe en nous.

## Biographie
Frans de Waal naît le 29 octobre 1948 à Bois-le-Duc (Pays-Bas). Il étudie à l'université Radboud de Nimègue et à l'université de Groningue. En 1977, il obtient un doctorat en biologie à l'université d'Utrecht après s'être formé en zoologie et en éthologie avec le professeur Jan van Hooff, un expert reconnu des expressions faciales émotionnelles chez les primates. Sa thèse porte sur le comportement agressif et la formation d'alliances chez les macaques. De Waal a affirmé plusieurs fois avoir été inspiré par l'éthologue néerlandais Nikolaas Tinbergen.
Frans de Waal meurt le 14 mars 2024, à l’âge de 75 ans, des suites d'un cancer de l'estomac,.

## Travaux
Élu à la National Academy of Sciences des États-Unis et à l'Académie royale néerlandaise des arts et sciences, la revue Time l'a inscrit en 2007 sur la liste des « 100 personnalités les plus influentes du monde actuel » et la revue Discover parmi les « 47 plus grands esprits de la science » (de tous les temps) en 2011.
Frans de Waal a largement contribué à faire avancer la connaissance sur la complexité des comportements des primates au cours des dernières décennies, permettant de faire mieux connaître les capacités d'empathie et de coopération dont ils sont capables. Le principal apport de ce chercheur est la mise en évidence du phénomène de réconciliation chez de nombreuses espèces de primates après une interaction conflictuelle, aptitude que l'on considérait auparavant comme réservée à l'espèce humaine. Il s'interroge sur ce qui fait finalement la différence entre les humains et les bonobos ou les chimpanzés, dont nous partageons 98,5 % des gènes.
De Waal s'est prononcé contre la théorie du vernis, une conception de la moralité humaine qu'il attribue entre autres à Thomas Hobbes, selon laquelle la moralité n'est qu'une mince couche culturelle recouvrant une nature humaine fondamentalement égoïste. Il s'appuie notamment sur l'existence d'empathie et de réciprocité chez les grands singes pour critiquer cette perspective.
Il établit la différence entre les communautés de chimpanzés, bagarreurs, capables de coalitions pernicieuses pour imposer le choix du chef de la colonie, et les bonobos, plus pacifiques et dont les femelles règlent les conflits entre mâles en s'offrant à une relation sexuelle, dont les bonobos sont réputés insatiables. Selon Frans de Waal, les hominidés tiennent à la fois de ces deux grands singes : querelleurs, mais aussi pacificateurs. À la question quel serait le « collectif de grands singes dans lequel vous préféreriez vivre », il répondait : « je préférerais être un bonobo pour le plaisir sexuel et la paix, et un chimpanzé pour l’amitié masculine ».

Ses recherches sur la capacité innée d'empathie chez les primates ont amené De Waal à conclure que les grands singes non humains et les humains sont simplement des types de singes différents et que des tendances empathiques et coopératives sont continues entre ces espèces. Sa conviction est illustrée dans la citation suivante de The Age of Empathy:

« Nous commençons par postuler des frontières nettes, telles qu'entre les humains et les grands singes, ou entre les grands singes et les singes, mais avons en fait affaire à des châteaux de sable qui perdent beaucoup de leur structure lorsque la mer de la connaissance les recouvre. Ils se transforment en collines, nivelés de plus en plus, jusqu’à ce que nous revenions là où la théorie de l'évolution nous mène toujours : une plage en pente douce. »

Ses travaux démontrent par ailleurs l'existence du sentiment d'injustice chez les singes. Dans une vidéo rapidement devenue virale, deux capucins (petit singes d'Amérique latine) placés dans des cages adjacentes doivent remettre des pierres à un chercheur. Le premier reçoit du concombre en récompense, l'autre du raisin. Le premier se met en colère, jette le concombre hors de la cage, secoue les barreaux et tente de s'emparer du bol de raisins.
Ceci est tout à fait opposé à l'opinion de certains économistes et anthropologues[Qui ?], qui postulent des différences entre l'homme et les autres animaux. Cependant, les travaux récents sur les tendances prosociales chez les grands singes et les singes confortent la position de Frans De Waal. En 2011, De Waal et ses collègues ont été les premiers à signaler que les chimpanzés ayant un choix libre entre s'aider seulement eux-mêmes ou s'aider eux-mêmes avec un partenaire, préféraient cette dernière option. En fait, De Waal ne croit pas que ces tendances se limitent aux humains et aux grands singes, mais considère l'empathie et la sympathie comme des caractéristiques universelles des mammifères, une vision qui, au cours des dix dernières années, a été soutenue par des études sur des rongeurs et d'autres mammifères, tels que les chiens.

## Prix
Frans De Waal partage le prix Ig-Nobel d'anatomie en 2012 avec Jennifer Pokorny pour leur étude montrant que les chimpanzés peuvent identifier leurs congénères en voyant l'image de leur postérieur.

## Décoration
- Chevalier de l'ordre du Lion néerlandais (2010)

## Positions

### L'identité de genre
Pour Frans de Waal, il existe des différences biologiques et des comportements genrés chez les primates. Sur le débat concernant les êtres humains, il estime que cela ne doit pas influer sur la nécessité du combat pour l'égalité de tous.

## Publications

### Ouvrages en anglais
- Chimpanzee Politics. Power and Sex among Apes, London, Jonathan Cape, 1982.
- Peacemaking among Primates, Cambridge, Harvard University Press, 1989.
- Good Natured: The Origins of Right and Wrong in Humans and Other Animals, Cambridge, Harvard University Press, 1996.
- Bonobo: The Forgotten Ape, (photographies de F. Lanting), Berkeley, University of California Press, 1997.
- The Ape and the Sushi Master: Cultural Reflections by a Primatologist, New York, Basic Books, 2001.
- Tree of Origin: What Primate Behavior Can Tell Us about Human Social Evolution, Harvard University Press, 2001.
- Animal Social Complexity: Intelligence, Culture, and Individualized Societies, Harvard University Press, 2003.
- My Family Album, Thirty Years of Primate Photography, 2003.
- Our Inner Ape: A Leading Primatologist Explains Why We Are Who We Are, New York, Riverhead, 2005.
- Primates and Philosophers. How Morality Evolved, Princeton, Princeton University Press, 2006.
- The Age of Empathy: Nature's Lessons for a Kinder Society, London, Potter Style, 2010.
- The Bonobo and the Atheist:In Search of Humanism Among the Primates, W. W. Norton & Co, 2013.
- Are We Smart Enough to Know How Smart Animals Are?, W. W. Norton & Co, 2016.
- Mama’s Last Hug: Animal Emotions and What They Teach Us about Ourselves, W. W. Norton & Co, 2019.

### Ouvrages traduits en français
- La Politique du chimpanzé [« Chimpanzee Politics: Power and Sex among Apes »], Editions du Rocher, 1987, 216 p. (ISBN 978-2-268-00553-9).
- De la réconciliation chez les primates [« Peacemaking among Primates »] (trad. Marianne Robert), Flammarion, 1992, 382 p. (ISBN 978-2-08-081467-8), prix du livre 1989 du Los Angeles Times.
- Le Bon Singe : les bases naturelles de la morale [« Good Natured: The Origins of Right and Wrong in Humans and Other Animals »], Fayard, 1997, 357 p. (ISBN 978-2-227-13709-7).
- Bonobos : le bonheur d'être singe [« Bonobo, the forgotten ape »], Fayard, 1999, 210 p. (ISBN 978-2-213-62822-6).
- Quand les singes prennent le thé : de la culture animale [« The Ape and the Sushi Master: Cultural Reflections by a Primatologist »], Fayard, 2001, 382 p. (ISBN 978-2-213-60923-2).
- Le Singe en nous [« Our Inner Ape: A Leading Primatologist Explains Why We Are Who We Are »], Fayard, 2006, 326 p. (ISBN 978-2-213-62799-1).
- Primates et philosophes [« Primates and Philosophers: How Morality Evolved »] (trad. de l'anglais), Paris, Éditions le Pommier, 2008, 257 p. (ISBN 978-2-7465-0373-1).
- L'Âge de l'empathie : leçons de nature pour une société plus apaisée [« The Age of Empathy: Nature's Lessons for a Kinder Society »] (trad. de l'anglais), Paris, Éditions Les Liens qui libèrent, 2010, 330 p. (ISBN 978-2-918597-07-0).
- Le Bonobo, Dieu et nous : à la recherche de l'humanisme chez les primates [« The Bonobo and the Atheist: In Search of Humanism Among the Primates »] (trad. de l'anglais par Françoise Chemla et Paul Chemla), Paris, Éditions Les Liens qui libèrent, 2013, 361 p. (ISBN 979-10-209-0062-3).
- Sommes-nous trop « bêtes » pour comprendre l'intelligence des animaux ? [« Are We Smart Enough to Know How Smart Animals Are? »] (trad. de l'anglais), Paris, Éditions Les Liens qui libèrent, 2016, 407 p. (ISBN 979-10-209-0414-0).
- La dernière étreinte : le monde fabuleux des émotions animales et ce qu'il révèle de nous [« Mama's Last Hug: Animal and Human Emotions (mars 19) »] (trad. de l'anglais par Cécile Dutheil de la Rochère), Paris, Éditions Les Liens qui libèrent, 2018, 389 p. (ISBN 979-10-209-0661-8).
- Differents : Le genre vu par un primatologue (trad. de l'anglais), Paris, Éditions Les Liens qui libèrent, 2022, 480 p. (ISBN 979-1020911117).

### Articles
- F.B.M. de Waal (1986). The brutal elimination of a rival among captive male chimpanzees. Ethology & Sociobiology 7 : 237-251.
- F.B.M. de Waal (1989). Behavioral contrasts between bonobo and chimpanzee. In P. Heltne, et L. A. Marquardt (éds), Understanding Chimpanzees, pp. 154–175. Cambridge: Harvard University Press.
- F.B.M. de Waal (1991). Complementary methods and convergent evidence in the study of primate social cognition. Behaviour 118 : 297-320.
- F.B.M. de Waal & M. Seres (1997). Propagation of handclasp grooming among captive chimpanzees. American Journal of Primatology 43 : 339-346.
- F.B.M. de Waal (1999). Cultural primatology comes of age. Nature 399 : 635-636.
- F.B.M. de Waal & M.L. Berger (2000). Payment for labour in monkeys. Nature 404 : 563.
- Z. Clay & F.B.M. de Waal (2013). Development of socio-emotional competence in bonobos. Proceeding of the National Academy of Sciences 110 : 18121-6.

### Participation
- Dans le cerveau des comédiens : rencontres avec des acteurs et des scientifiques, Anouk Grinberg, éditions Odile Jacob, 2021